# Gerrhonotus infernalis
Espèce
Synonymes
- Gerrhonotus liocephalus infernalis Baird, 1859
- Gerrhonotus liocephalus aguayoi Contreras-Arquieta, 1989
- Gerrhonotus liocephalus taylori Tihen, 1954

Statut de conservation UICN

 LC  : Préoccupation mineure
Gerrhonotus infernalis est une espèce de sauriens de la famille des Anguidae.

## Répartition
Cette espèce se rencontre dans le nord du Mexique et au Texas aux États-Unis.

## Description
Ce lézard atteint environ 60 centimètres. Il est de couleur brun-jaune, avec parfois des motifs blanc ou brun sur le dos. Le ventre est blanc ou beige. Les pattes sont plutôt fines, avec des doigts fins et bien séparés. Les écailles sont rectangulaires, assez grosses sur le dessus et le ventre et plus fines sur les côtés.
Il est capable de se séparer de sa queue en cas d'attaque par un prédateur (autotomie), celle-ci repoussant ensuite.
C'est un reptile diurne, assez lent, et doté d'une bonne vision. Il apprécie les zones rocheuses. C'est un carnivore insectivore, qui consomme de nombreux insectes et autres arthropodes.
Les femelles pondent parfois plusieurs fois dans l'année. Elles restent souvent à proximité des sites de ponte pour protéger les œufs, mais ne s'occupent pas des petits une fois ceux-ci nés. Les juvéniles mesurent environ 7 à 10 centimètres à la naissance.

## Publication originale
- Baird, 1859 "1858" : Description of new genera and species of North American lizards in the museum of the Smithsonian Institution. Proceedings of the Academy of Natural Sciences of Philadelphia, vol. 10, p. 253-256 (texte intégral).